# ELL3
ELL3‏ (Elongation factor for RNA polymerase II 3) هوَ بروتين يُشَفر بواسطة جين ELL3 في الإنسان.